# Східний видавничий дім

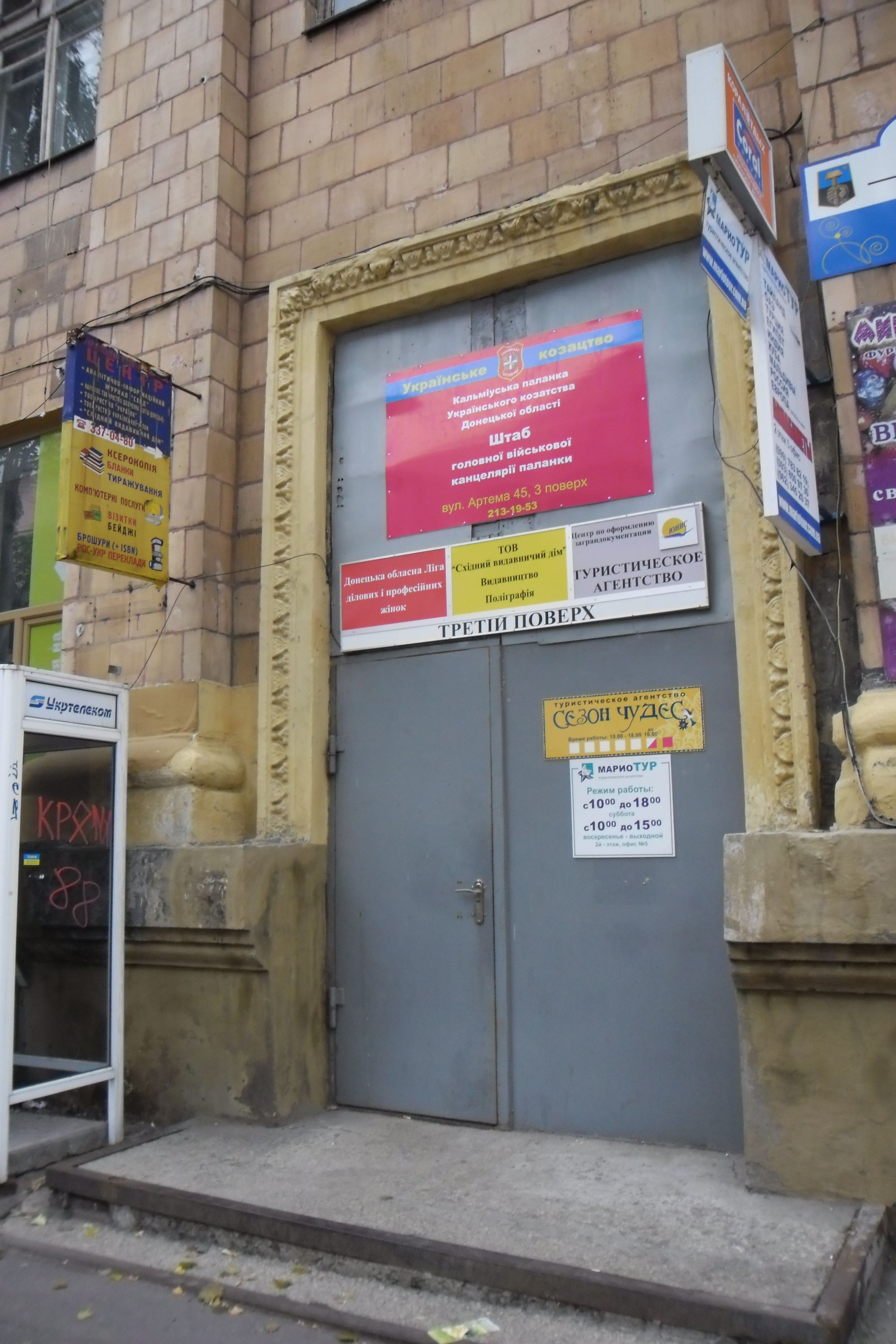
Донецьк. Вхід до офісу видавництва «Східний видавничий дім». 2014 р.

ТОВ «Схі́дний видавни́чий дім» — видавництво у Донецьку, засноване 11 лютого 1998 року.

## Історія

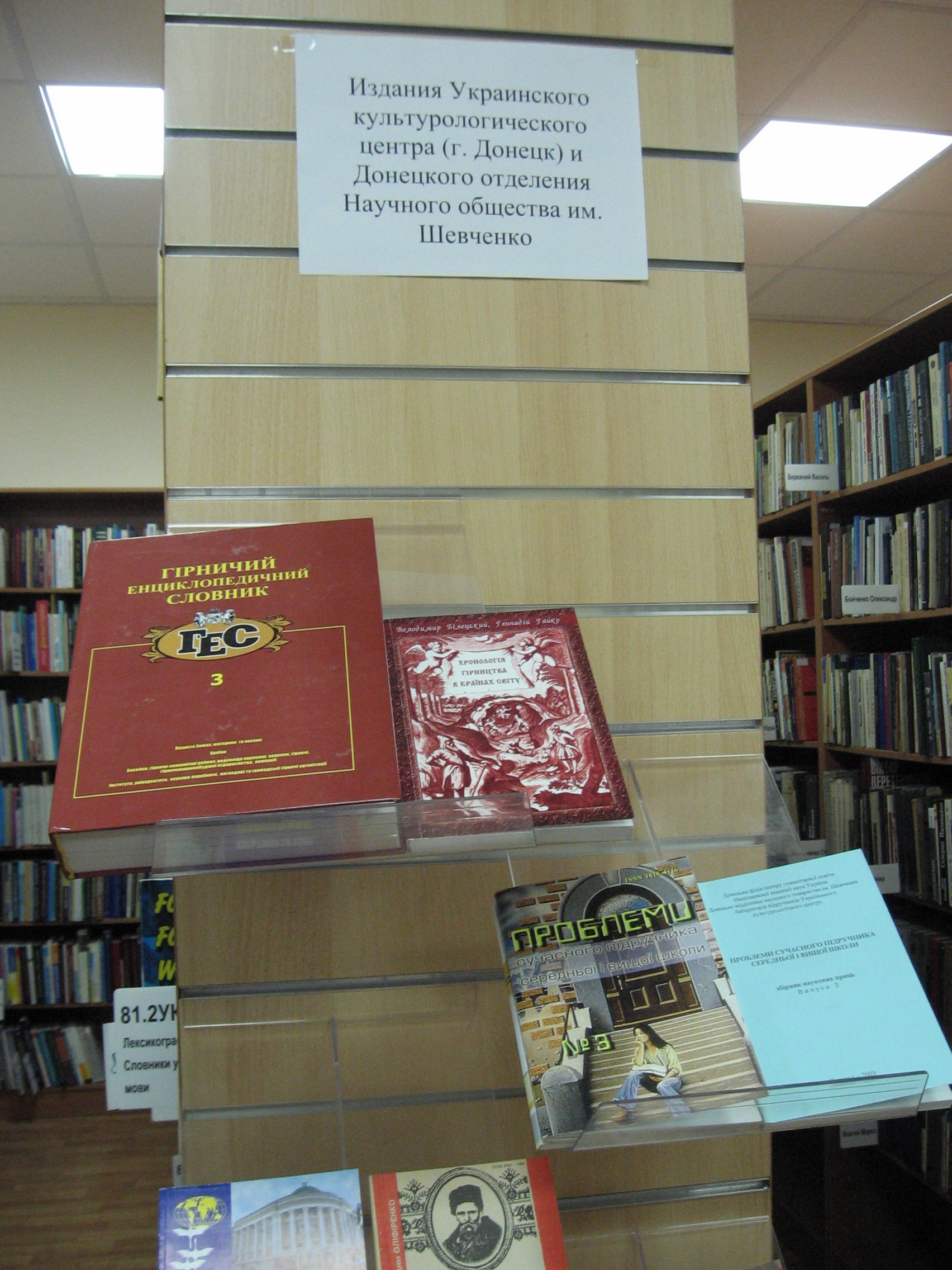
Фрагмент виставки книг з України. Видання «Східного видавничого дому» у презентації української книги у Москві (Бібліотека української літератури в Москві, 2007 р.

Виконує повний комплекс видавничо-поліграфічних послуг: набір, верстку, дизайн, макетування, редагування, коректуру і друк книг та журналів. Загальна кількість виконаних проєктів (назв книжково-журнальної продукції) — близько 1100. Спеціалізується, зокрема, на науковій і навчальній літературі, в тому числі технічній, у галузі точних і гуманітарних наук. Серед журнальних видань — журнал "Схід", «Аспект» та ін.
Менеджери-директори, що доклали зусиль у становлення та розвій видавництва: В. С. Білецький, Є. В. Кістьянц (1999—2004), Т. М. Латишева (2004—2006), Г. В. Сімченко (Тимофеєва) (з 2006).
У 2007 році за версією програми «Лідер галузі» ТОВ «Східний видавничий дім» увійшло до числа лідерів рейтингу у своїй підгалузі (37 місце з 40, відзначених ВАТ «Статінформконсалтинг»).
У 2007 році видання «Східного видавничого дому» поряд з іншими виставлені у презентації української книги у Москві (Бібліотека української літератури в Москві)
У 2009 році у рейтингу "Динаміка за критеріями КВЕДа «22.25.0» — «Надання інших послуг у поліграфічній діяльності» за підсумками 2006—2009 років ТОВ «Східний видавничий дім» зайняло 22 позицію. Це дало змогу увійти до «Ліги найкращих» (ТОП-35) і одержати відзнаку — Орден «Зірка економіки України» ІІІ ступеня.
У 2000—2011 роках видання «Східного видавничого дому» завоювали ряд 1-х і 2-х місць на Регіональному фестивалі преси і книги Донбасу.
У 2015 році внаслідок війни на Донбасі видавництво «Східний видавничий дім» вимушене було призупинити свою діяльність.

## Видання
Наймасштабніший видавничий проєкт — Гірнича енциклопедія — це підготовка і видання: «Гірничий енциклопедичний словник» у 3-х томах (2002—2004 рр.) та Мала гірнича енциклопедія (т. 3), 2013 р.
Серед значущих проєктів:
- Білий Д. Д. Українці Кубані в 1792—1921 роках. Еволюція соціальних ідентичностей. Донецьк: Східний видавничий дім, 2009, 544 с.
- Монографії Паська І. Т. :
  - «Громадянське суспільство і національна ідея» (Україна на тлі європейських процесів), 1999 р., яка була номінантом конкурсу «Книга року» журналу «Книжник-Ревью» [Архівовано 27 листопада 2016 у Wayback Machine.].
  - Історія. Нація. Особистість. Вибране: історіософські етюди та манускрипти. — Донецьк: ТОВ «Східний видавничий дім», 2013. — 424 с.
- Монографії Пірка В. О.:
  - Заселення і господарське освоєння Степової України в XVI—XVIII ст. — Донецьк, 2004.- 223 с.
  - Пірко В. О. Заселення Донеччини у XVI—XVIII ст. (короткий історичний нарис і уривки з джерел) / Український культурологічний центр. — Донецьк: Східний видавничий дім, 2003. — 180 с. [Архівовано 20 грудня 2016 у Wayback Machine.]
  - Пірко В. О. Галицьке село наприкінці XVII — в першій половині XVIII ст. (історико-економічний нарис за матеріалами Перемишльської землі)/ Український культурологічний центр. Східний видавничий дім.- Донецьк, 2006.- 148 с.
- Краєзнавчі праці Терещенка В. Т.:
  - Терещенко В. Т. Події і люди Бахмутчини. — Донецьк: Східний видавничий дім. — 2006.
  - Терещенко В. Т. Золото у кожного в душі. — Донецьк: Східний видавничий дім. — 2010. 296 с. [Архівовано 6 квітня 2012 у Wayback Machine.]
  - Ольга Терещенко, Василь Терещенко. Всеволод Гаршин і Україна (видання 2-е). Донецьк: Східний видавничий дім, Донецьке відділення НТШ. 2012. 205 с.
  - Терещенко В. Т. Золоті полотна. — Донецьк: Сх. вид. дім, 2013. — 196 с.

Крім того, значущими виданнями видавництва є монографії Соболь В. О., Просалової В. А., праці Оліфіренка В. В., Задніпровського О. І., Білецького В. С., Смирнова В. О., Футулуйчука В., Міхеєвої О., Володимира Біляїва, Сушинського М., Заблоцької К., Куєвди В. Т. та багатьох ін.